# Eutrichota processualis
Eutrichota processualis este o specie de muște din genul Eutrichota, familia Anthomyiidae, descrisă de Griffiths în anul 1984. Conform Catalogue of Life specia Eutrichota processualis nu are subspecii cunoscute.